# 西条陣屋

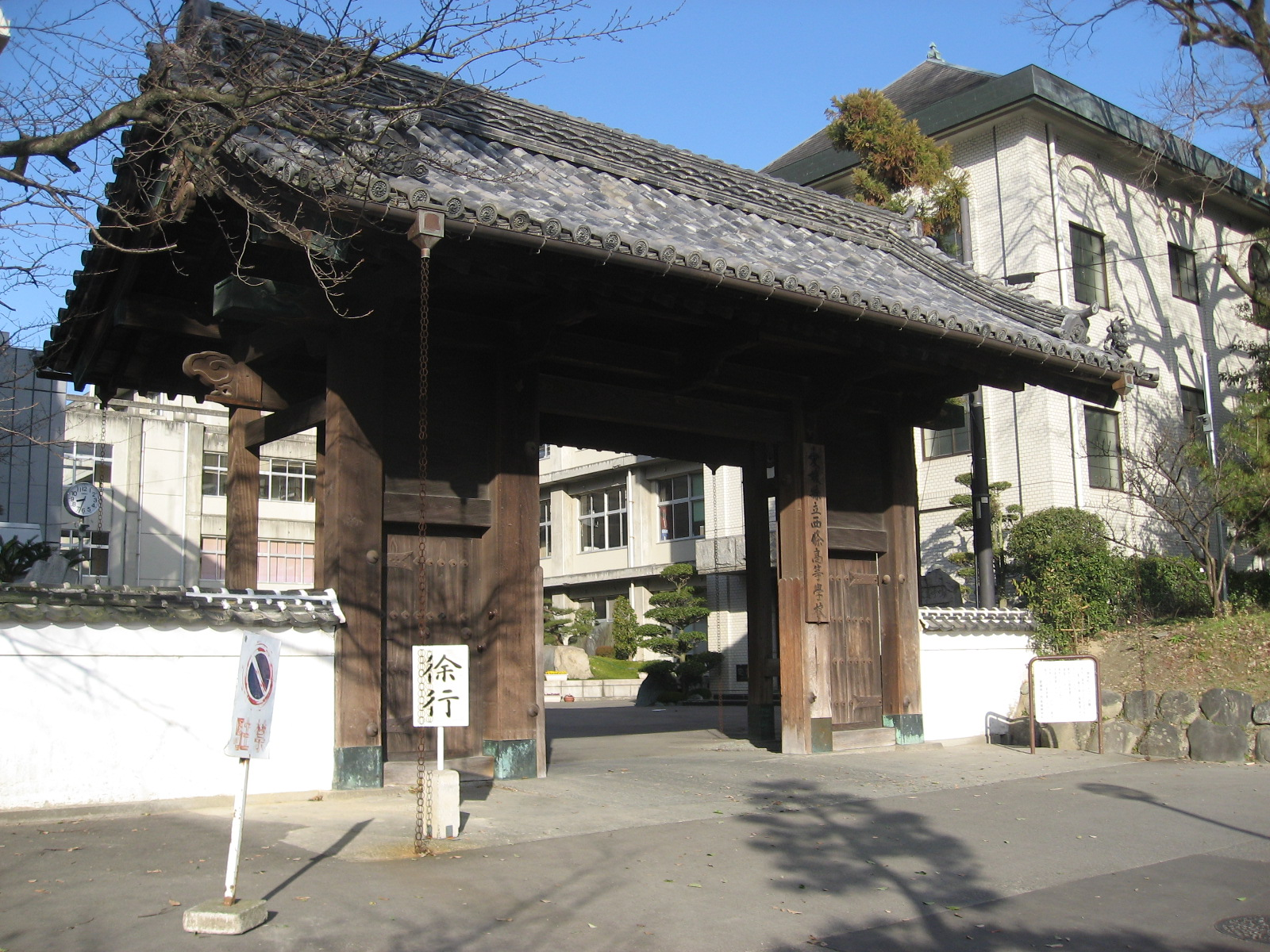
大手門（現在は県立西条高等学校正門）。寛政年間（1789年 - 1801年）の建設と推定されている。

西条陣屋（さいじょうじんや）は、愛媛県西条市明屋敷（伊予国新居郡西条）にあった陣屋。西条藩の藩庁である。西条城、西条館、桑村館、西条藩陣屋などの名でも呼ばれる。陣屋跡は「西条藩陣屋跡」として愛媛県史跡に指定されている。

## 解説

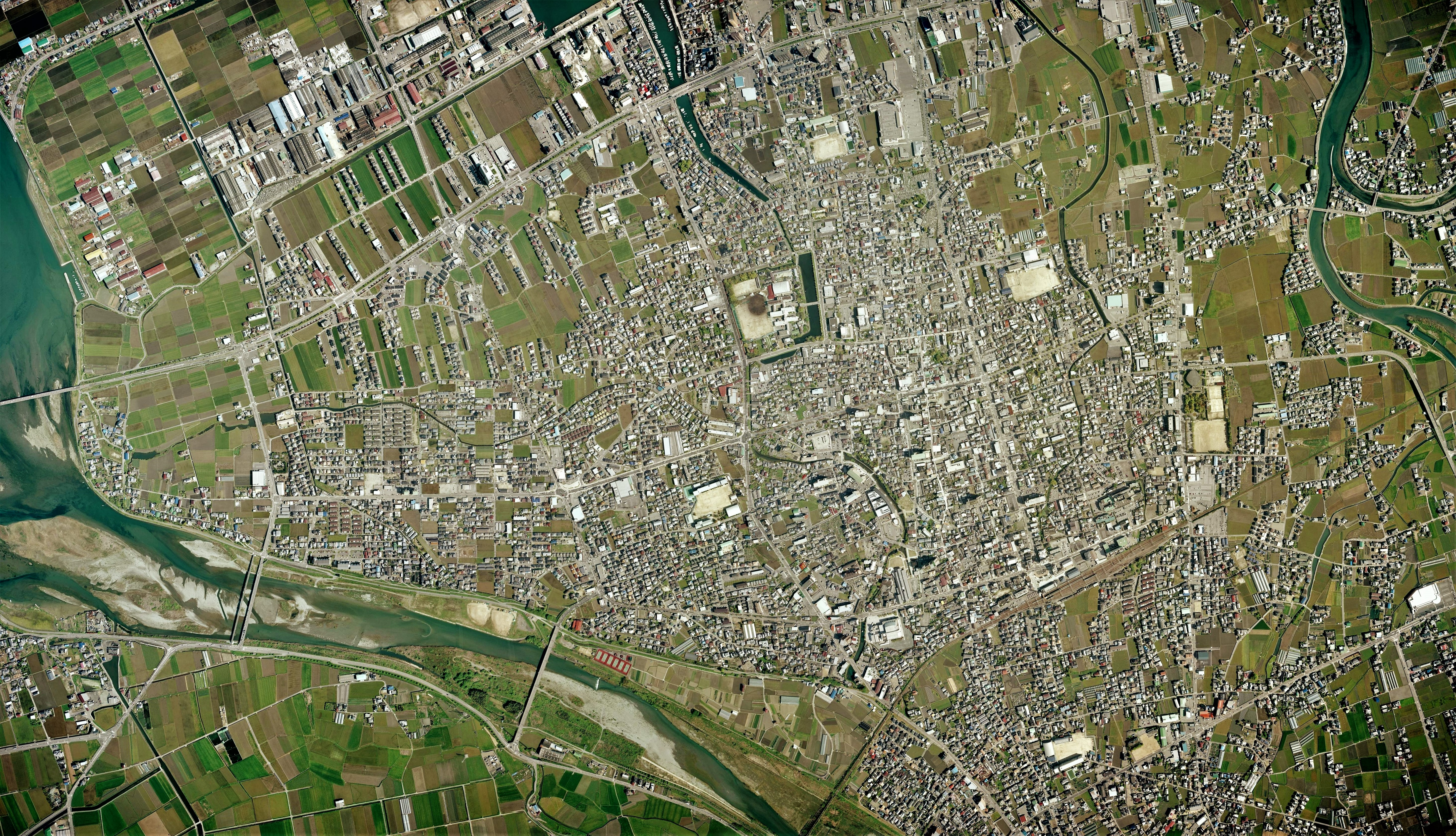
西条市中心部の空撮写真（2010年）。中央に濠を巡らせた陣屋跡（西条高等学校敷地）が見える。

江戸期を通じて存続する西条陣屋およびその陣屋町の原型を築いたのは、外様大名一柳氏の西条藩主・一柳直重である。
寛永13年（1636年）、伊勢国神戸藩主であった一柳直盛は伊予国西条藩6万8000石に移されることとなったが、入封途中に大坂で病没した。嗣子直重が遺領のうち3万石を継いで、第2代西条藩主となった。西条藩3万石を実質的に成立させたのは一柳直重と言える。直重は入封後、西条平野北部の新居郡神拝村で陣屋建設に着手した。
西条平野は河成平野であり、陣屋は加茂川の扇状地あるいは三角州に立地する。陣屋は東西2町4間、南北2町15間の規模で、石垣を巻いて濠を巡らせた。濠の水は湧水を利用しているほか、喜多川の水路を付け替えて引き入れられている。濠の余水を海に流すために本陣川を開削した。本陣川河口部を港とし、これが西条港の起源とされるが、西条港の本格的な整備は近代に入ってからである。なお、神拝村の中央に陣屋と武家屋敷が置かれたことで、村は神拝甲（南部）と神拝乙（北部）の二地区に分かれることとなった。陣屋とそれを取り巻く武家屋敷地の東側は町人屋敷を置き、陣屋町の育成を図った。一柳氏の時代に町人地は喜多浜町と総称されたが、松平氏治世の延宝8年（1680年）以降、本町・中之町・魚屋町・大師町・紺屋町・横町・東町の各町名で呼ばれる。
一柳家は寛文5年（1665年）、直重の子・直興の代に失政などを咎められて改易となった。西条領はこののち徳島藩・松山藩の預かり地を経て、代官支配地（幕府領となる。陣屋と武家屋敷地は現在の明屋敷（あけやしき）にあたるが、明屋敷という名称には一柳家が改易されて収公された際、藩士が退去して「空き屋敷」になったことから来ているという説がある。
寛文10年（1670年）、紀州藩初代藩主徳川頼宣の三男の松平頼純が3万石で入封し、再び西条藩が立てられた。松平家は定府大名であり、参勤交代を行わないために藩主が領国に入ることは少なかった。
陣屋は明治4年（1871年）、廃藩置県を受けて取り壊されたが、下記の通り遺構が残る。

## 遺構
陣屋の跡は愛媛県立西条高等学校の敷地として使用されており、周囲は往時と同様に水堀で囲まれている。
- 大手門 - 西条高等学校正門としてそのままの位置に現存
- 北御門 - 西条高校正面横
- 腰巻土塁 - 大手門両脇
- 水堀・石垣 - 西条高校敷地周囲に廻っている
- 御広敷門 - 大通寺山門（西条市神拝甲312）
- 西条藩政庁玄関 - 妙昌寺庫裡の玄関（西条市東町230）